# Impossamole
Impossamole is een videospel dat werd ontwikkeld door Core Design voor de Commodore Amiga, Atari ST, Commodore 64, Amstrad CPC en de ZX Spectrum. Het spel werd in 1990 uitgebracht door Gremlin Graphics Software. Een jaar later kwam een versie uit voor de TurboGrafx-16 en in 2013 voor de BlackBerry.
Het spel is vergelijkbaar met Rick Dangerous 2 dat ook door Core Design werd uitgebracht. De speler speelt Monty Mole, die is opgestraald door buitenaardse wezens vanwege een opdracht. Monty Mole is voorzien van wapens en kan een vliegende traptehniek uitvoeren. Het doel van het spel is om perkamenten veiligstellen, die toebehoorde aan de voorouders van het buitenaardse ras. Het spel is een horizontaal scrollend platformspel en onderweg kunnen ladders beklommen worden. De eerste vier levels (The Orient, Klondike mines, Ice and Amazon forest) kunnen in willekeurige volgorde gespeeld worden. Hierna komt een vijfde en tevens laatste level vrij.

## Platforms
| Jaar | Platform                                                |
| ---- | ------------------------------------------------------- |
| 1990 | Amiga, Amstrad CPC, Atari ST, Commodore 64, ZX Spectrum |
| 1991 | TurboGrafx-16                                           |
| 2013 | BlackBerry                                              |

## Ontvangst
| Beoordeeld door                | Platform     | Datum        | Score |
| ------------------------------ | ------------ | ------------ | ----- |
| Crash!                         | ZX Spectrum  | mei 1990     | 83%   |
| The Games Machine (GB)         | Atari ST     | juni 1990    | 76%   |
| Your Sinclair                  | ZX Spectrum  | mei 1990     | 73%   |
| Amiga Joker                    | Amiga        | juli 1990    | 68%   |
| Computer and Video Games (CVG) | Commodore 64 | oktober 1991 | 64%   |
| Computer and Video Games (CVG) | Atari ST     | oktober 1991 | 61%   |
| Amiga Format                   | Amiga        | juli 1990    | 60%   |
| Zzap!                          | Amiga        | juni 1990    | 59%   |
| Power Play                     | Amiga        | juli 1990    | 56%   |
| Power Play                     | Commodore 64 | juli 1990    | 54%   |